# Êk Phnum
Êk Phnum (khm. ស្រុកឯកភ្) – dystrykt (srŏk) w północno-zachodniej Kambodży, w prowincji Bătdâmbâng. W 1998 roku zamieszkiwany przez 65 408 mieszkańców.

## Podział administracyjny
W skład dystryktu wchodzi 7 gmin (khum):
- Preaek Norint
- Samraong Knong
- Preaek Khpob
- Preaek Luong
- Peam Aek
- Prey Chas
- Kaoh Chiveang Thvang

## Kody
- kod HASC[2] (Hierarchical administrative subdivision codes) – KH.BA.AP
- kod NIS[2] (National Institute of Statistics- district code) – 0205